# 馬伊馬伊

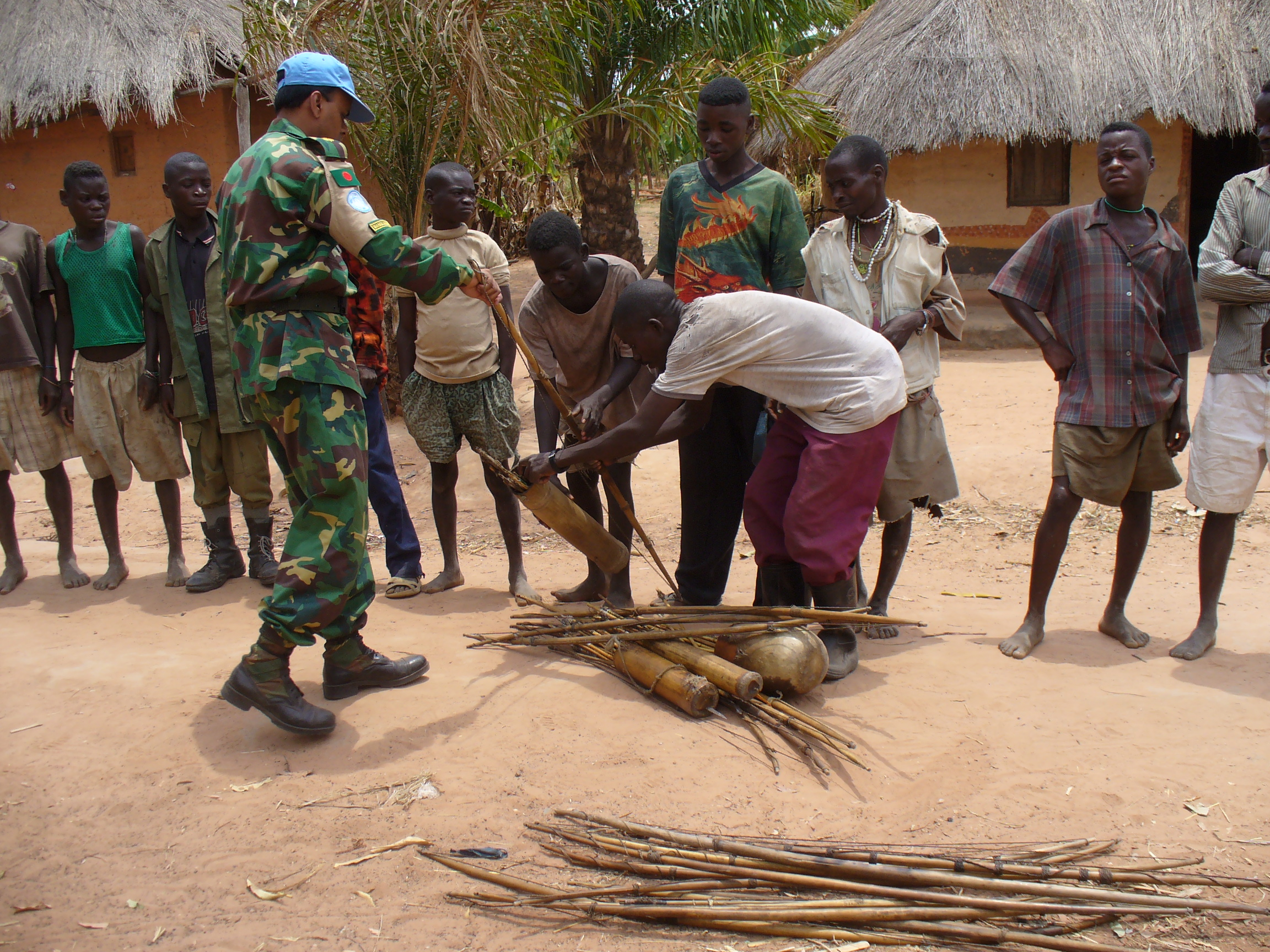
馬伊馬伊的成員將武器交給聯剛特派團。於2006年攝於加丹加省

馬伊馬伊（Mai-Mai）又稱玛伊玛伊，是剛果民主共和國境內上百個地方武裝集團的泛稱，此一詞彙來自斯瓦希里語的，本意為「水」，最早於1960年代被用來指稱反政府的武裝，並在1990年代被廣泛用來描述各地的武裝集團。馬伊馬伊通常為社區性質的武裝，組成人數介於20至200人間，但也有上千人者，目的為保衛社區的土地與資源，通常各自獨立運作，且缺乏行政、司法等地方管理的組織。許多馬伊馬伊信仰具繁複儀式的巫術，如使用聖水或藥草以求戰鬥的勝利，戰鬥前將水灑在身上以祈能抵擋子彈等。
第一次剛果戰爭與第二次剛果戰爭中，馬伊馬伊活躍於剛果東部的北基伍省、南基伍省、加丹加省、東方省與馬涅馬省等地區，大多為當地反盧安達的武裝，最初曾與剛果解放民主力量同盟（ADFL）結盟，但後者推翻剛果政府後，馬伊馬伊民兵因反對盧安達的圖西人等境外勢力繼續影響剛果東部，轉而與洛朗-德西雷·卡比拉的中央政府合作對抗ADFL。2002年太陽城協定簽署後，有些馬伊馬伊解散並加入過渡政府機構，有些則仍活躍於其社區。在兩次剛果戰爭中，馬伊馬伊曾犯下多起殺人、強姦與使用童兵等侵害人權的罪行。

## 基伍
北基伍省的維龍加國家公園常發生當地馬伊馬伊襲擊公園管理員的事件，1998年至2018年間共有多達180名管理員被殺害。
Nduma Defense of Congo（NDC）又稱謝卡馬伊馬伊（Mai-Mai Sheka），於2009年由當地礦業商人納塔博·納塔貝里·謝卡（Ntabo Ntaberi Sheka）建立，該組織自稱其宗旨為解放北基伍省瓦利卡萊的礦場。2010年，聯合國消息稱NDC在三天內犯下了對至少387人的大規模性侵犯。2017年，謝卡向剛果政府投降，但其組織仍活躍於北基伍省。
2018年－2019年的伊波拉出血熱疫情爆發後，有馬伊馬伊對醫療人員發動武裝襲擊，造成多人死傷。

## 加丹加省

加丹加分離馬伊馬伊（Mai-Mai Kata Katanga）使用加丹加国的加丹加国国旗為其旗幟

2006年5月，加丹加省的一名馬伊馬伊首領盖德翁·基温古·穆坦加向聯剛特派團（MONUSCO）部隊投降，並於2009年3月因觸犯多項戰爭罪行而被當地軍事法庭判處死刑。2011年9月，穆坦加越獄成功，並創立加丹加分離馬伊馬伊（Mai-Mai Kata Katanga），主張加丹加省獨立。2016年10月，穆坦加再次率眾向剛果政府投降。

## 外部連結
- Global Security description （页面存档备份，存于）
- UN Assessment of armed groups in Congo[], 1 April 2002
- National Geographic （页面存档备份，存于）
- Mai-mai atrocities included canibalism （页面存档备份，存于）